# Костилево (Куртамиський округ)
Кости́лево (рос. Костылево) — село у складі Куртамиського округу Курганської області, Росія.
Населення — 354 особи (2010, 502 у 2002).
Національний склад станом на 2002 рік:
- росіяни — 99 %